# Eparchie New Westminster
Die Eparchie New Westminster (lat.: Eparchia Neo-Vestmonasteriensis Ucrainorum) ist eine in Kanada gelegene Eparchie der ukrainischen griechisch-katholischen Kirche mit Sitz in New Westminster.

## Geschichte
Die Eparchie New Westminster wurde am 27. Juni 1974 durch Papst Paul VI. mit der Apostolischen Konstitution Cum territorii aus Gebietsabtretungen der Eparchie Edmonton errichtet und der Erzeparchie Winnipeg als Suffragandiözese unterstellt.

## Bischöfe der Eparchie New Westminster
- 1974–1992 Jeronim Isidor Chimy OSBM
- 1995–2007 Sewerian Stefan Yakymyshyn OSBM
- 2007–2020 Kenneth Nowakowski, dann Bischof der Eparchie Holy Family of London
- seit 2023 Michael Kwiatkowski